# سولاریس (رمان)
سولاریس (به انگلیسی: Solaris) یک رمان فلسفی علمی-تخیلی است که استانیسلاو لم (به انگلیسی: Stanislav Lem)، نویسندهٔ لهستانی آن را در سال ۱۹۶۱ میلادی نگاشت؛ این رمان از آثار نئوکلاسیک ادبیات علمی-تخیلی به‌شمار می‌آید و مشهورترین رمان استانیسواو لم محسوب می‌شود.
بر اساس این رمان، تا به حال دو فیلم ساخته شده است. یکی به سال ۱۹۷۲، ساختهٔ آندرهٔ تارکوفسکی کارگردان فقید روسی، که در زمان اکران چندان مورد توجه قرار نمی‌گیرد اما بعدها به عنوان یکی از آثار برجسته تارکوفسکی شناخته می‌شود و فیلم دوم در سال ۲۰۰۲ توسط استیون سودربرگ در آمریکا ساخته می‌شود که آقای استانیسواف لم از هیچ‌کدام از این اقتباس‌ها راضی نبودند. یک اقتباس اپرایی نیز توسط میشاییل اوبست آلمانی تهیه شده است.

## داستان
کلوین، یک روان‌شناس و سولاریس‌شناس است که راهی ایستگاه تحقیقاتی حاضر در جو سیاره سولاریس می‌شود؛ سولاریس، سیاره‌ای است که نزدیک به ۱۰۰ سال پیش کشف شده و سال‌های زیادی است که توجه دانشمندان را به خود جلب کرده است. بیشتر سطح این سیاره را اقیانوسی پوشانده که فعالیت‌های آن باعث شده برخی از دانشمندان و سولاریس‌شناسان آن را موجودی یکپارچه و هوشمند بدانند و سال‌های بسیاری از عمر خود را صرف برقراری ارتباط با آن بکنند. کلوین هنگام ورود به ایستگاه با پدیده‌ای عجیب روبه‌رو می‌شود؛ اقیانوس دست به کار جدیدی زده است؛ او تصورات و خاطرات ساکنان زمینی ایستگاه را به صورت مادی عینیت می‌بخشد. در حقیقت او به هنگام خواب به ذهن فضانوردان نفوذ کرده و فردی خاص را از ذهن آن‌ها بیرون کشیده و زنده می‌کند.